# Andrzej Łędzki
Andrzej Łędzki (ur. 6 stycznia 1945 w Krakowie) – polski metalurg, profesor nauk technicznych, pracownik naukowy Akademii Górniczo-Hutniczej im. Stanisława Staszica w Krakowie, także koszykarz, mistrz i reprezentant Polski.

## Życiorys

### Kariera naukowa
Absolwent V Liceum Ogólnokształcącego im. Augusta Witkowskiego w Krakowie. Ukończył studia na Wydziale Metalurgicznym AGH. Stopień doktora uzyskał w 1972, stopień doktora habilitowanego w 1987. Tytuł profesora nauk technicznych otrzymał w 1996. Pracował na Wydziale Inżynierii Metali i Informatyki Przemysłowej AGH. Był prorektorem AGH w latach 1999-2005 (w latach 1999-2002 ds. ogólnych, w latach 2002-2005 ds. kształcenia). Jest członkiem Komitetu Metalurgii Polskiej Akademii Nauk. Specjalizuje się w metalurgii surówki i stali. Tytuł profesora zwyczajnego otrzymał w 2001 roku.

### Kariera sportowa
W latach 1960–1967 był zawodnikiem Korony Kraków, z którą w 1964 zdobył mistrzostwo Polski juniorów. W latach 1967–1973 reprezentował barwy Wisły Kraków, z którą w 1968 zdobył mistrzostwo Polski seniorów, w 1969 i 1971 wicemistrzostwo Polski, w 1970 brązowy medal mistrzostw Polski. Był reprezentantem Polski juniorów i seniorów. Z reprezentacją juniorską zajął 6. miejsce na mistrzostwach Europy w 1964. W reprezentacji seniorskiej wystąpił w 12 spotkaniach.

### Odznaczenia i wyróżnienia
Odznaczony Złotym i Brązowym Krzyżem Zasługi, Medalem Komicji Edukacji Narodowej. W 2000 został odznaczony Krzyżem Kawalerskim Orderu Odrodzenia Polski (M.P. nr 21 z 2000, poz. 439). W 2009 otrzymał medal Kalos Kagathos.